# Haapolampi (sjö i Haapavesi, Norra Österbotten)
Haapolampi är en sjö i kommunen Haapavesi i landskapet Norra Österbotten i Finland. Arean är 41 hektar och strandlinjen är 2,79 kilometer lång. Sjön  ingår i Pyhäjoki älvs huvudavrinningsområde.   Den ligger omkring 91 kilometer söder om Uleåborg och omkring 440 kilometer norr om Helsingfors. 